# رایل (آلمان)
رایل (به آلمانی: Reil) یک شهر در آلمان است که در ترابن-تراراباخ واقع شده‌است. رایل ۱٬۱۱۵ نفر جمعیت دارد.